# Győr-Moson-Sopron vármegye védett természeti értékeinek listája
| Név                                                | Területe |
| -------------------------------------------------- | -------- |
| Ásványrárói fekete nyár                            | -        |
| Babóti kocsányos tölgyek                           | 0,13 ha  |
| Darnózseli – Zseli erdő                            | 6,9 h    |
| Dénesfa – fás legelő                               | 25,0 ha  |
| Dénesfa – Cziráki-kastély parkja                   | 12,0 ha  |
| Fertőd – Sarród – Hercegasszony-allée              | 1,0 ha   |
| Fertőd – Esterházy-kastély parkja                  | 219,0 ha |
| Győr – Rákóczi úti vadgesztenyefa                  | -        |
| Győr – Bácsai Szt. Vid domb és környéke            | 60,8 ha  |
| Győr – Várkert                                     | 5,0 ha   |
| Hédervár – kastélypark                             | 10,0 ha  |
| Hédervár – fekete fenyő                            | –        |
| Hédervár – Árpád tölgyfa                           | -        |
| Hédervár – Kont emlékhely                          | -        |
| Hédervár – lovaglópálya                            | 10,0 ha  |
| Lipót – Damozseli vadgesztenyesor                  | 1,0 ha   |
| Mosonmagyaróvári három tölgy                       | -        |
| Mosonmagyaróvár – Wittmann-park                    | 14,0 ha  |
| Mosonszentmiklós – tiszafák                        | -        |
| Nagycenki eperfa sarok                             | 5,0 ha   |
| Röjtökmuzsaji bükkfák                              | 1,0 ha   |
| Sopron – Bécsi domb, Globularia cordifolia élőhely | 8,0 ha   |
| Sopronhorpács – Széchenyi-kastély parkja           | 26,0 ha  |
| Vének – Aranykert                                  | 1,0 ha   |